# 米科拉伊夫卡 (敖德薩區)
46°18′23″N 30°20′18″E / 46.30639°N 30.33833°E
米科拉伊夫卡（烏克蘭語：Миколаївка）是位於烏克蘭西南部的村莊，由敖德萨州敖德萨区的奧維迪奧波爾市鎮負責管轄。該村始建於1805年，面積7.74平方公里，海拔高度32米，2001年人口1,448，人口密度每平方公里187.01人。